# 巴蘭縣

巴蘭縣是印度的一個縣，位於該國西北部，由拉賈斯坦邦負責管轄，面積6,955平方公里，海拔高度262米，2011年人口1,223,921，人口密度每平方公里176人。

## 外部連結
- 官方网站

25°06′00″N 76°30′36″E / 25.10000°N 76.51000°E